# Пистолькорс, Герт Олоф фон
Герт Олоф фон Пистолькорс (родился 17 декабря 1935 года в Нарве) — немецкий историк балтийского происхождения, из дворянского рода Пистолькорс немецко-балтийского и шведского происхождения, профессор Гёттингенского университета.
Пистолькорса можно считать самым выдающимся ныне живущим балтийским немецким историком. Он исследует средневековую, современную и новейшую историю Прибалтики. В 1994 году под его редакцией вышла серия «Немецкая история в Восточной Европе» («Deutsche Geschichte im Osten Europas»). Он также является автором выдающейся монографии «Прибалтика» («Baltische Länder») — последнего из научных трудов балтийских немцев (живших в Эстонии и Латвии). Он сотрудничал с автором концепции оккупации балтийских стран Борисом Мейснером и другими учёными, развивавшими проблематику «Восточных территорий».
В 1998 г. Пистолькорс был избран почетным доктором Тартуского университета — альма матер балтийского дворянства.
В 1999 году он был награжден орденом Креста земли Марии III степени за исследования по истории Эстонии.

## Биография
Герт фон Пистолькорс — сын помещика балтийско-немецкого происхождения.
После репатриации балтийских немцев поселился в Германии с родителями. Изучал историю, английскую и немецкую филологию в университетах Мюнхена и Геттингена в 1955-63 годах, сдал государственный экзамен в 1965 году в университете Мюнхена. В 1974 году защитил докторскую диссертацию в Геттингенском университете, на тему "Политика реформ рыцарства между русификацией и революцией. Исторические исследования по проблеме политической самооценки немецкого высшего сословия в прибалтийских землях Российской империи в период кризиса 1905 года («Ritterschaftliche Reformpolitik zwischen Russifizierung und Revolution. Histrorische Studien zum Problem der politischen Selbsteinschätzung der deutschen Oberschicht in den Ostseeprovinzen Ruβlands im Krisenjahr 1905»).
С 1965 по 1973 год он работал учителем средней школы в Розенхайме, был принят ассистентом в Геттингенский университет в 1966 году. Стал лектором Геттингенской рабочей группы с 1974 года и её научным руководителем (Akademischer Oberrat) с 1986 года.
Как председатель Балтийской исторической комиссии вместе с директором Секретного государственного архива в Берлине Фридрихом Беннингхофеном инициировал в 1986-1987 гг. работу историка и архивариуса Клауса Найтмана по подговке ливонских документов, относившихся к периоду борьбы Тевтонского ордена за гегемонию в Ливонии в 1472-1494 гг. Предыдущий том документов по этой тематике вышел в мае 1914 года. Материалы 13-го тома включают 844 документов из архивов и библиотечных собраний Германии, Дании, России, Эстонии, Ватикана, Латвии, Литвы, Австрии, Польши  и Швеции. Они освещают военный конфликт ордена с Ригой, противостояние ордена и архиепископа Риги Стефана Грубе, Русско-ливонскую войну и  другие сюжеты, ранее не отражавшиеся в историографии. В 2018 г. 13-й том выпустило издательство Böhlau, на очереди издание 14-го, 15-го и 16-го томов.
В 1992 году профессор стал одним из учредителей Латышско-Балтийско-немецкого культурного общества Domus Rigensis вместе  с юристом Дитрихом Андреем Лёбером, издателем журнала "Baltische Briefe" Вольфом фон Клейстом, специалистом по генеалогии Вилфридом Шлау, теологом Клаусом фон Адеркасом с немецкой стороны и академиком Янисом Страдыньшем, историками Петром Крупниковым и Илгваром Мисансом, директором Рундальского музея Имантом Ланцманисом с латвийской стороны.

## Исследования
Изучал историю прибалтийского рыцарства в период Первой русской революции с 1905 по 1907 год, политическую историю Прибалтийских провинций в этот период, историю Тартуского университета и историю стран Балтии между мировыми войнами. Его научный руководитель по истории — Рейнхард Виттрам (1902—1973).
Велики заслуги Пистолькорса в развитии сотрудничества между эстонскими, латвийскими и немецкими историками (Марбургские симпозиумы — регулярные встречи балтийских историков в Геттингене и конференции в Латвийском государственном университете с выпуском научного сборника "Германия и Прибалтика" (с 1972 года)).
Пистолькорс был членом Американской ассоциации содействия развитию балтийских исследований (Association for the Advancement of Baltic Studies, AABS) (1976), председателем Балтийской исторической комиссии (с 1979 года).
Был избран иностранным членом Латвийской академии наук (1990), членом попечительского совета Института Гердера (с 1993 года). На его счету более 40 научных публикаций.